# Ragnitz (powiat Leibnitz)
Ragnitz – gmina w Austrii, w kraju związkowym Styria, w powiecie Leibnitz. Według Austriackiego Urzędu Statystycznego liczyła 1461 mieszkańców (1 stycznia 2015).